# ترمبویتسه کوچک
ترمبویتسه کوچک (به لاتین: Trębowiec Mały) یک روستا در لهستان است که در Gmina Mirzec واقع شده‌است.